# Зозулєв Андрій Никифорович
Андрій Никифорович Зозулєв (Зозульов) (нар. 25 грудня 1905, село Сербинівці, тепер Жмеринського району Вінницької області — ?) — український радянський діяч, 1-й секретар Бережанського райкому КП(б)У Тернопільської області, 2-й секретар Тернопільського обкому КП(б)У. Депутат Верховної Ради УРСР 3-го скликання.

## Біографія
З жовтня 1928 по 1930 рік служив у Червоній армії.
Член ВКП(б). Перебував на відповідальній партійній роботі. 
До січня 1940 року — 2-й секретар Славутського районного комітету КП(б)У Кам'янець-Подільської області.
У січні 1940 — липні 1941 року — 1-й секретар Бережанського районного комітету КП(б)У Тернопільської області.
Під час німецько-радянської війни з 1941 по 1943 рік служив у 287-му стрілецькому полку Червоної армії та на 54-му евакуаційному пункті. Був на партійній роботі в східних районах СРСР.
З березня 1944 по вересень 1945 року — секретар Тернопільського обласного комітету КП(б)У з кадрів. З вересня 1945 по березень 1948 року — 3-й секретар Тернопільського обласного комітету КП(б)У.
У березні 1948 — вересні 1952 року — 2-й секретар Тернопільського обласного комітету КП(б)У.
З вересня 1952 по квітень 1953 року — заступник міністра із кадрів та член колегії Міністерства м'ясної і молочної промисловості Української РСР.
З квітня по жовтень 1953 року — начальник Управління навчальних закладів Міністерства легкої і харчової промисловості Української РСР.
З жовтня 1953 року — начальник Управління керівних кадрів Міністерства промисловості продовольчих товарів Української РСР.
З грудня 1953 по травень 1954 року — заступник міністра промисловості продовольчих товарів Української РСР із кадрів.
З травня 1954 по серпень 1956 року — заступник міністра промисловості м'ясних і молочних продуктів Української РСР із кадрів.
З серпня 1956 року — в розпорядженні Міністерства промисловості продовольчих товарів Української РСР.

## Звання
- майор

## Нагороди
- орден Трудового Червоного Прапора (23.01.1948)
- ордени
- медаль «За перемогу над Німеччиною у Великій Вітчизняній війні 1941—1945 рр.» (1945)
- медалі